# Geum uniflorum
Geum uniflorum är en rosväxtart som beskrevs av J. Buch.. Geum uniflorum ingår i släktet nejlikrotsläktet, och familjen rosväxter. Inga underarter finns listade i Catalogue of Life.